# M7 non risponde
M7 non risponde (The Net) è un film del 1953 diretto da Anthony Asquith. È una pellicola drammatica con elementi di spionaggio e fantascientifici (fantaspionaggio), basata sul romanzo The Net di William Pudney del 1952.

## Trama
In una località segreta dell'Inghilterra, un gruppo di scienziati sta lavorando sul progetto M7, il prototipo di un velivolo rivoluzionario a propulsione nucleare, capace di volare a una velocità tre volte superiore a quella del suono e di decollare e atterrare sull'acqua. Questo progetto sarebbe preparatorio al progetto M8, velivolo in grado di esplorare lo spazio.
Nella stazione ricerche si vive un clima competitivo più che collaborativo, a causa delle rivalità fra i vari scienziati. Il professor Heathley, capo del progetto, sta dedicando all'M7 tutti i suoi sforzi trascurando sistematicamente la famiglia, tanto che la moglie Lydia, in occasione di un ricevimento, viene fatta oggetto di attenzioni da parte di un collaboratore al quale aveva confidato i suoi problemi coniugali. 
Carrington, responsabile del laboratorio, ha deciso che per evitare rischi il collaudo del velivolo debba avvenire col sistema del telecomando, ma Heathley sostiene che è indispensabile una presenza umana all'interno; in questo è appoggiato anche dal dottor Bord, inventore di una speciale tuta. L'atmosfera si colora di mistero quando, durante la notte, Carrington viene inspiegabilmente trovato morto. Tra gli scienziati si fa strada il sospetto che tra di loro vi sia una spia che controlla le loro attività esterne sguinzagliando degli agenti fuori del laboratorio. Intanto Heathley, assunta provvisoriamente la direzione delle ricerche, decide di iniziare il volo di collaudo in compagnia del suo assistente Brian Jackson. Durante la prova di virata, il pilota perde conoscenza per un difetto della tuta, ma Brian riesce ad attivare il pilota automatico e il velivolo può rientrare telecomandato dalla base. 
Il gruppo continua a lavorare correggendo rapidamente i difetti e Heathley dichiara che ritenterà la prova, ma il dottor Bord gli comunica che Brian, nominato nuovo direttore, ha avuto l'ordine di impedire il secondo esperimento. Heathley decide di partire lo stesso all'alba e porta con sé anche Bord, ma questi, che si rivela come spia, con le minacce gli ordina di dirigersi verso una base straniera. Durante la colluttazione che ne segue, la maschera di Bord perde la pressurizzazione e questi muore asfissiato. Heathley può finalmente rientrare alla base, comunicando a tutti che l'esperimento è riuscito.

## Produzione
Sebbene M7 non risponde si occupi della tecnologia dell'aviazione contemporanea, non vi sono velivoli da vedere nel film, a parte le fotografie sulle pareti e un modello dell'aeromobile Top-Secret Delta-Wing M7. A un certo punto, l'aereo è visto a riposo sull'acqua, dandogli il potenziale di essere una barca volante. Tutti gli interni della M7 sono modelli costruiti da studio.
Almeno un decollo dall'acqua della M7 è mostrato utilizzando effetti speciali. La sequenza dell'acqua mostra semplicemente il crescente effetto cono di aspirazione sull'acqua sul retro del velivolo in quanto aumenta la velocità, senza alcuna visione della stessa M7. La sequenza aerea è vista da diversi luoghi di interesse che mostrano l'M7 zoomando dall'alto o l'ombra del velivolo. 

## Accoglienza

### Critica
Lo storico dell'aviazione Michael Paris, in From the Wright Brothers to Top Gun: Aviation, Nationalism, and Popular Cinema (1995) fa una recensione positiva di questo film: "The Net è essenzialmente un thriller dal momento che tratta bene contemporaneamente le tensioni della guerra fredda contemporanea, ma in modo interessante, tributa ancora omaggio alla nozione di progresso e utopismo attraverso l'aviazione e suggerisce che la Gran Bretagna sia in prima linea nella ricerca spaziale."
In Aviation in the Cinema (1985), lo storico dei film d'aviazione Stephen Pendo, tuttavia, considera The Net, "... uno sforzo scadente; la sua unica distinzione è di essere stato il primo film di aviazione a essere fotografato in Technicolor 3 D. "